# イタリア国鉄R410蒸気機関車

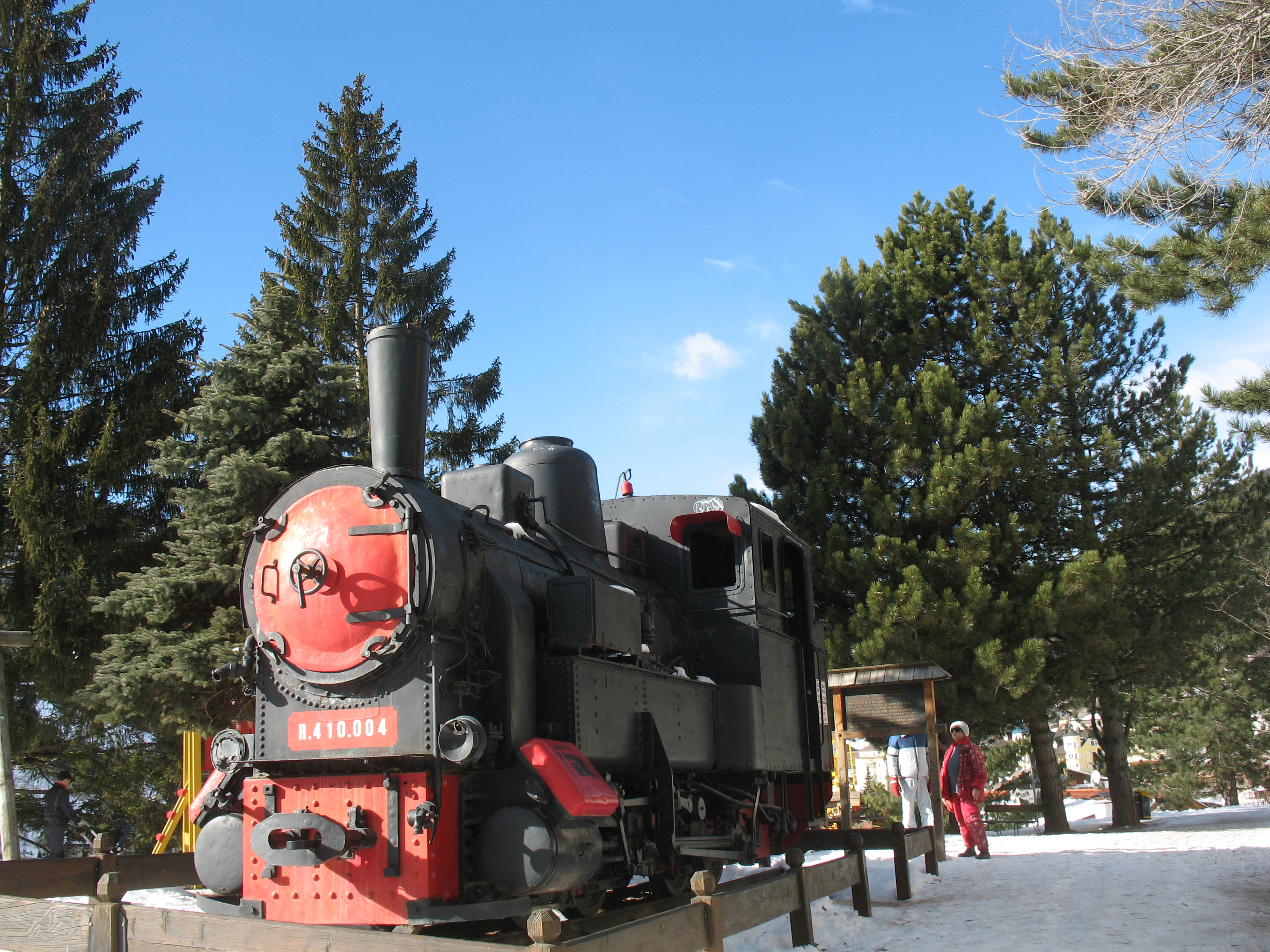
ヴァル・ガルデーナ線の通っていたオルティゼーイで静態保存されているR410 004号機、2008年

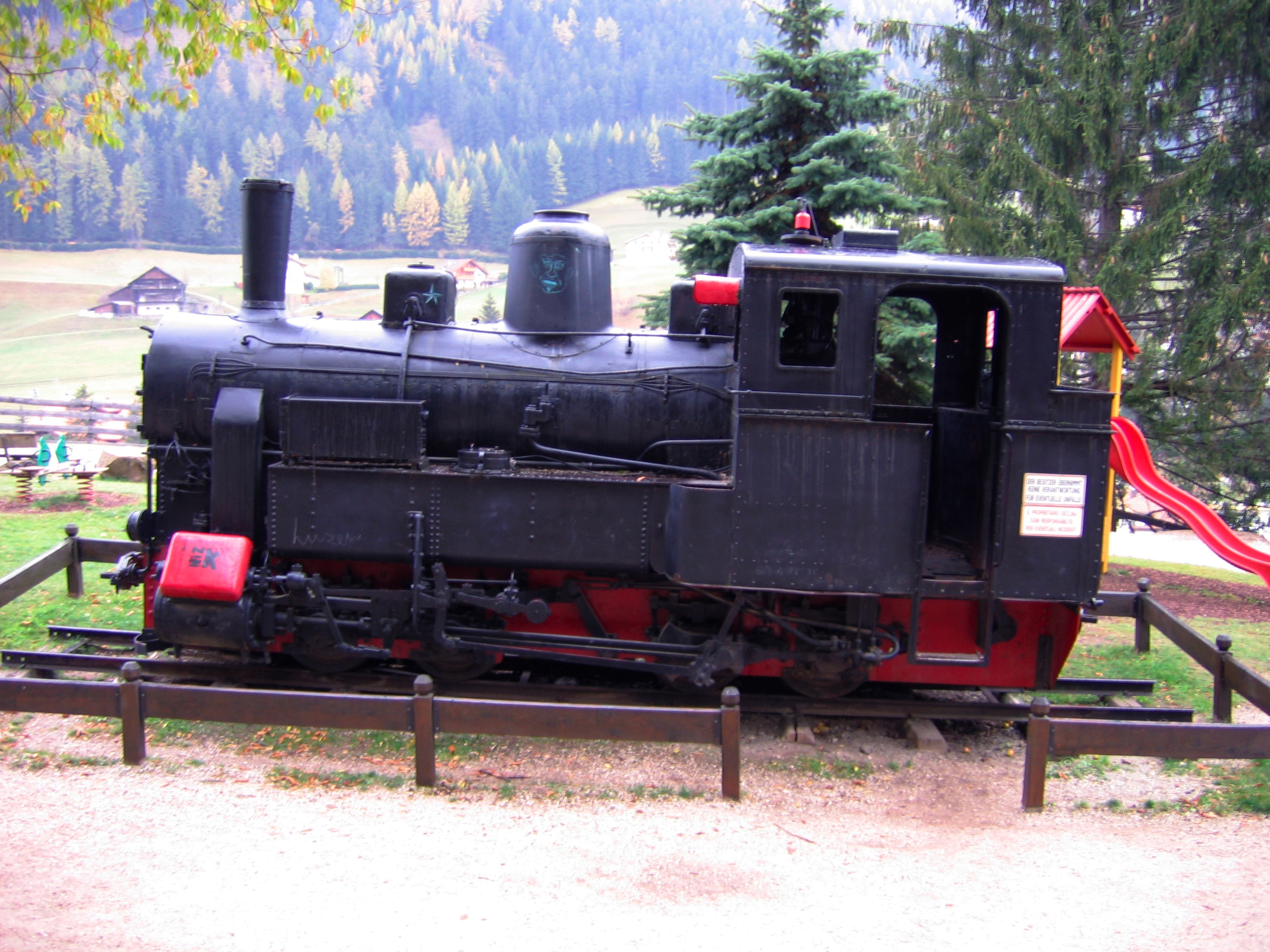
同じく静態保存されているR410 004号機、4軸の動軸が前後2群に配置されているのが特徴、2008年

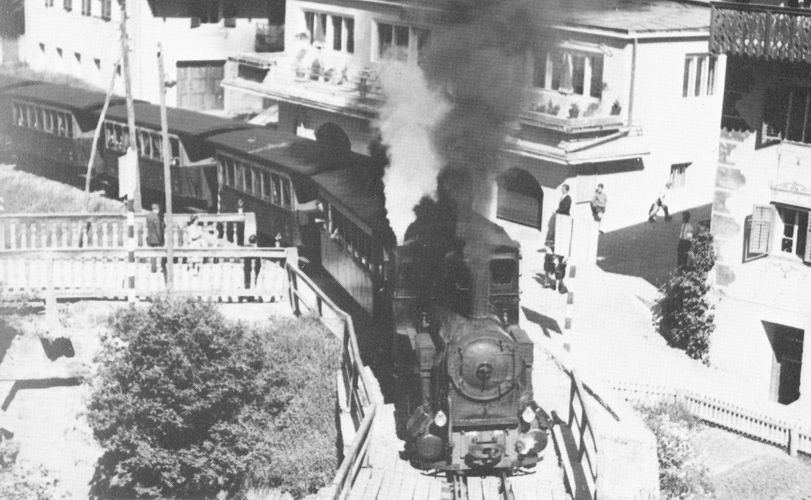
同じく運行当時のR410、キウーザ駅付近のループ橋を登る列車

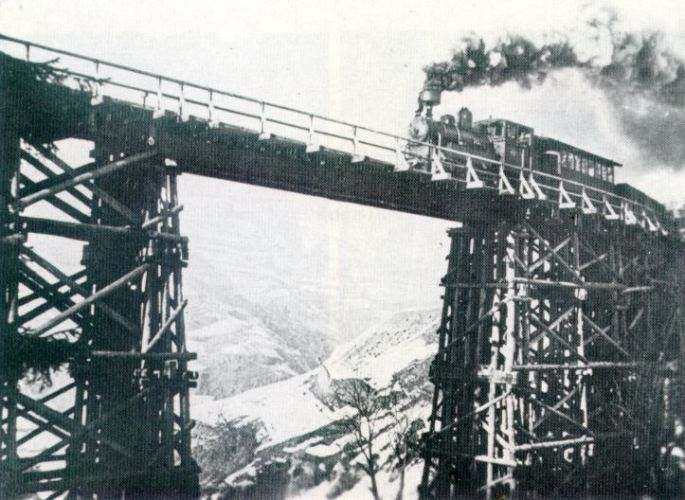
開業当時のR410が牽引する列車、木造橋は後に順次石造橋等に変更されている

イタリア国鉄R410蒸気機関車（いたりあこくてつR410じょうききかんしゃ）は、イタリアのイタリア国鉄（Ferrovie dello Stato Italiane（FS））の960mm軌間の路線であるヴァル・ガルデーナ線で使用された山岳鉄道用蒸気機関車である。なお、本形式はオーストリア＝ハンガリー帝国軍用鉄道IVc形の4151-4157号機として製造された機体が、イタリア国鉄に編入されてR410となったものである。

## 概要
現在のイタリア北部の南チロル地方と呼ばれるボルツァーノ自治県は、1919年にイタリア王国領となる以前はオーストリア帝冠領であり、イタリア王国と対峙する前線地帯であった。そのため、1900-10年代には軍用目的の狭軌鉄道がいくつか整備されていたが、その一路線として、インスブルックからブレンナー峠を超えてヴェローナに至る通称ブレンナー線沿線でイザルコ川流域のキウーザ/クラウゼン駅から、グレドナー峠（ドイツ語、イタリア語ではガルデーナ峠）越えてイタリア王国方面へ至るルートの兵員輸送用として、峠の手前のセルヴァ・ディ・ヴァル・ガルデーナのプラン駅までが建設された路線がグレドナー線（ドイツ語、イタリア語ではヴァル・ガルデーナ線、ラディン語ガルデーナ方言ではガルデーナ線）である。
グレドナー線（ヴァル・ガルデーナ線）はボスニアゲージと呼ばれる760mm軌間で1915-16年に建設されており、建設工事に当たっては各地より集められた何機種かの軍用鉄道用機関車が使用されていたが、実際の運行を開始するに当たりグレドナー線専用に7機が導入された機体が本項で記述する、後のイタリア国鉄R410 001-007号機であり、製造当初はオーストリア＝ハンガリー帝国軍用鉄道のIVc形4151-4157号機となっていた。本形式は、ドイツのクラウスのリンツ工場製で、小径の動輪を車軸配置Dとしているが、曲線通過性能を確保するために動軸遊動機構を備えた歯車式の駆動システムであるクリン＝リントナー式を採用しているほか、4軸のうち2軸ずつを前後にまとめて配置し、第2動輪と第3動輪間にスペースがあることと、水タンクを車体幅近くまで広げた大型のボトムタンクとして重心を低くしていることが特徴となっている。
1916年2月6日に開業したグレドナー線（ヴァル・ガルデーナ線）は南チロルが第一次世界大戦の1918年の休戦によってイタリア軍の駐留し、1919年にはサン＝ジェルマン条約によってイタリア王国領への編入されたことに伴い、イタリア国鉄に編入されることとなり、イタリア国鉄ヴァル・ガルデーナ線としての営業は1919年2月5日に開始されている。本形式はこれに先立って1918年にイタリア国鉄に編入されてR410 001-007号機となって引続きヴァル・ガルデーナ線で同線が廃線となる1960年まで運行されたほか、一部の機体は他線区へ転出している。本形式それぞれのクラウスにおける製番、製造年、オーストリア＝ハンガリー帝国軍用鉄道での形式機番、イタリア国鉄形式機番は下記のとおりである。
- 7171 - 1916年 - IVc 4151 - R410 001
- 7172 - 1916年 - IVc 4152 - R410 002
- 7173 - 1916年 - IVc 4153 - R410 003
- 7174 - 1916年 - IVc 4154 - R410 004
- 7175 - 1916年 - IVc 4155 - R410 005
- 7176 - 1916年 - IVc 4156 - R410 006
- 7177 - 1916年 - IVc 4157 - R410 007

## 仕様

### 概要
- 走行装置は2シリンダ単式、弁装置はスライドバルブを使用したワルシャート式となっている。また、台枠は鋼板製で外側台枠式の板台枠で、動輪は直径750mm[8]のスポーク車輪で、車軸配置をDとして主動輪を第3動輪としているが、曲線通過性能確保のためにクリン＝リントナー式を採用している。この方式は1890年にドイツのエヴァルド・クリン[9]とハインリヒ・リントナー[10]によって実用化され、欧州を中心に採用された方式である。本形式においては第1動輪と第4動輪を、軸箱で支持されて両端にクランクを設置した中空軸の中に中実軸の輪軸を配置して、中空軸の中央に配置された動力伝達用のピンの設置された球状軸受で中実軸を支持することで、中空軸の中で中実軸の輪軸が左右に首振り可能な構造としつつサイドロッドから中実軸のクランクに伝達された動力を中空軸の動輪に伝達しているものであり、また、同方式の採用に伴い、固定軸距をある程度確保して機体の蛇行動を抑えるため、第2動輪と第3動輪の間を広くとった、車軸配置Eの機関車の中央の動輪を省略したような配置となっていることも特徴である。
- ボイラーは蒸気圧力13kg/cm2のもので、ボイラーおよび火室は台枠上に設置されてボイラー中心が比較的高い位置にあるが、その下部に幅広のボトムタンク式の水タンクを配置している。ボイラー上の煙突は製造当初は大型の火粉止めが設置されていたがのちに撤去されて通常のパイプ煙突となったほか、ボイラー中央に蒸気溜が、その前後に角形の砂箱が設置されている。
- そのほか、連結器はピン・リンク式連結器、石炭の積載量は1.3t、水積載容量は3m3となっているほか、ブレーキ装置は手ブレーキ及び真空ブレーキが装備されている。

### 主要諸元
- 軌間：760mm
- 方式：2シリンダ式タンク機関車
- 軸配置：D
- 最大寸法：全長7030mm
- 動輪径：750mm
- 運転整備重量：27.5t
- ボイラー使用圧力：13kg/cm2
- 弁装置：ワルシャート式
- 最高速度：25km/h
- ブレーキ装置：手ブレーキ、真空ブレーキ
- 水搭載量：3m3
- 石炭搭載量：1.3t

## 運行

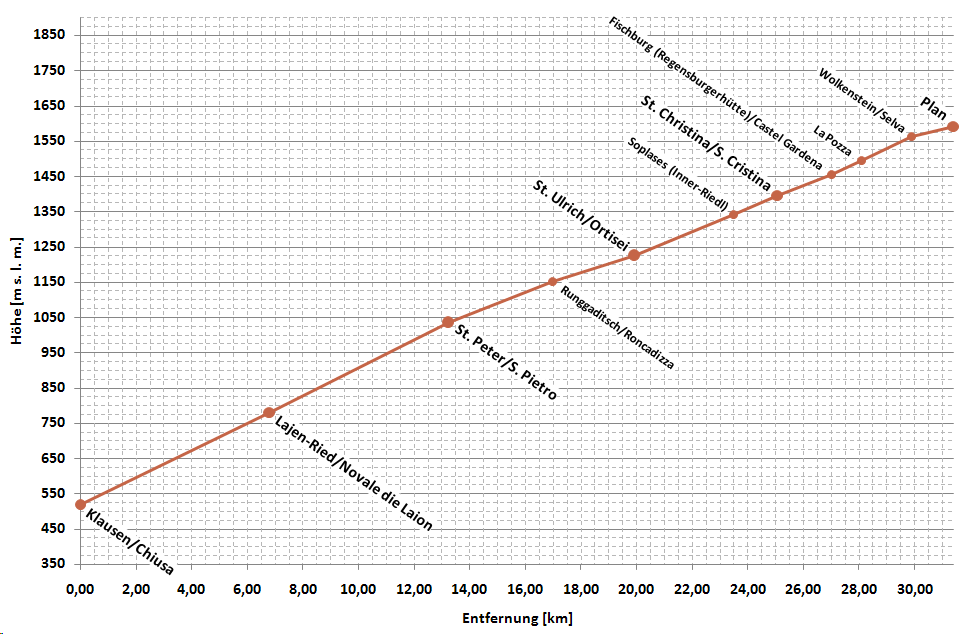
ヴァル・ガルデーナ鉄道の標高図、1592mのプラン駅はイタリアでもっとも標高の高い駅であった

- ヴァル・ガルデーナ線は1915-16年に建設されており、本形式のほか、オーストリア＝ハンガリー帝国軍用鉄道のIIIa形[11]、IIIb形[12]、IIIe形、IIIｆ形、IIIｇ形、IV形[13]、IVa形[14]など、延べ13機と工事用機1機が建設工事や開業後の運行に使用されていたが、そのほとんどは1916-19年にボスニア方面やイタリア国内のヴァル・ディ・フィエンメ線[15]やモリ-アルコ-リーヴァ線[16]など他の760mm軌間の線区に転出している。
- ヴァル・ガルデーナ線はイタリア国鉄ブレンナー線のキウーザ/クラウゼン駅（イタリア語/ドイツ語）からプラン駅までの全長31.4km、最急勾配51パーミル、隧道7箇所、標高差1072m、最高高度1592mの路線で、キウーザ、ライオーン、カステルロット、オルティゼーイ、サンタ・クリスティーナ・ヴァルガルデーナ、セルヴァ・ディ・ヴァル・ガルデーナといった基礎自治体を通っており、全10駅が設置されていた。沿線はドロミーティと呼ばれる山岳地帯となっており、現在では一部地域が世界遺産にも指定されるほか、ケーブルカー、ロープウェイ、ゴンドラリフト等が多数設けられて、スキーやハイキングなどスポーツも楽しめるリゾート地となっている。また、沿線の住民の多くがラディン語を話す地域ともなっている。
- 製造された7機はヴァル・ガルデーナ線で運行されていたほか、1919-29年にはR410 001号機と002号機がヴァル・ディ・フィエンメ線で運行されていた。同線は同じ南チロルの960mm軌間の路線であったが、1928-29年に1000mm軌間への改軌と電化がされている。また、その後1941年にはR410 002号機がイタリアが同年にユーゴスラビア侵攻により併合した現在のクロアチアのスプリトに供出され、その後行方不明となっている。
- ヴァル・ガルデーナ線は軍用鉄道としての用途が終わった後は、沿線の旅客・貨物および観光客の輸送がその役割となって、2軸の木製車体の客車や貨車等を牽引した混合列車による運行が主となっており、本形式がその牽引に当たっていた。また、当初に早期開業のために木橋で建設された橋梁などは石造橋に作り替えられるなど、施設についても順次通常の鉄道として整備されていった。しかし、その後の自動車交通の発展に伴い1950年代までには輸送量が大幅に減少し、1960年5月28日に廃止となっており、本形式も残存していた6機全機が廃車となっているが、R410 004号機が沿線のオルティゼーイで静態保存されている。